# 田中陽南
田中 陽南（たなか ひな、1996年7月19日 - ）は東京メトロポリタンテレビジョン（TOKYO MX）のアナウンサー兼報道記者。気象予報士。

## 来歴・人物
大阪府出身。身長160cm。上智大学文学部国文学科卒業。2016年度の「ミスソフィアコンテスト2016」で準グランプリに選ばれた。テレビ朝日アスク出身者。2019年にTOKYO MXに入社。報道局（当時は「報道情報局」）報道部に所属し、アナウンサー兼記者として勤務。

## 現在の出演番組
- おはリナ! - キャスター（2024年10月4日 - 、金曜担当）
- 堀潤 Live Junction - キャスター（金曜担当）、お天気キャスター（月・木曜日担当）

## 過去の出演番組
学生キャスター時代
- News Access（BS朝日）

TOKYO MX時代
- 座 TOKYO 見よ!これが世界の東京だ!（2020年1月1日） - 取材キャスター[4]
- TOKYO MX NEWS（2019年10月 - 2020年9月30日）
  - 平日20:56のニュース（2019年10月 - 2020年3月27日）※不定期
  - 月 - 木曜20:56のニュース（2020年4月1日 - 2020年9月30日）※不定期
  - 金曜09:59・14:58のニュース（2020年4月3日 - 5月29日）
  - 金曜11:55・13:58のニュース（2020年4月3日 - 6月19日）
- TOKYO MX NEWS 高校野球ハイライト（2020年度） - 月〜木曜日キャスター
- news TOKYO FLAG（2020年4月1日 - 2021年3月26日）
  - フィールドキャスター（2020年4月1日 - 9月30日）
  - キャスター（2020年10月1日 - 2021年3月26日）[注 1]

※平井理央・森田美礼が休暇またはコロナ感染に伴い不定期にキャスターを担当する場合もあった。
- 堀潤モーニングFLAG - キャスター（2021年4月1日 - 2024年9月26日、木曜担当）
- TOKYO MX news FLAG（夜） - キャスター（2023年4月6日 -2024年9月27日 、木・金曜担当）